# Amilcare Ponchielli
Amilcare Ponchielli (n. 31 august 1834, Paderno Ponchielli, Regatul Lombardia-Veneția, Imperiul Austriac – d. 16 ianuarie 1886, Milano, Regatul Italiei), cunoscut mai ales în calitate de compozitor de operă, a rămas în programele spectacolelor din secolele XX - XXI doar cu opera La Gioconda (foarte cunoscut este baletul „Dansul Orelor” din actul III), după o tragedie de Victor Hugo. Cu toate acestea, el este autorul a unsprezece opere, dintre care una neterminată și a unui monolog pentru un bariton. 
Ca pedagog la Conservatorul din Milano i-a avut ca elevi pe Giacomo Puccini și Pietro Mascagni, viitori reprezentanți ai curentului „verist”.

## Lista operelor

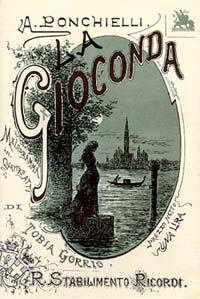
Amilcare Ponchielli
Gioconda (afiș de epocă)

- 1851 - Il sindaco babbeo, proiect studențesc
- 1856 - I promessi sposi, Cremona, ignorată de presa muzicală
- 1858 - Bertrando del Bornio, programată la Torino, dar ne-jucată
- 1861 - La Savoiarda, revizuită ca Lina, în 1877
- 1863 - Roderico, re dei Goti
- 1872 - I promessi sposi, Milano, Teatro Dal Verme, succes avut ulterior cu versiunea revizuită
- 1873 - Il parlatore eterno, monolog pentru bariton
- 1874 - I Lituani, revizuită în 1875
- 1876 - La Gioconda, Milano, punerea în scenă, Julian Gayarre; versiuni revizuite în 1876 și 1880
- 1880 - Il figliuol prodigo, Milano, punerea în scenă, Francesco Tamagno
- 1885 - Marion Delorme, Milano, punerea în scenă, Francesco Tamagno; revizuită, prezentată la Brescia, 1885
- I Mori di Valenza (neterminată) - terminată de Arturo Cadore și prezentată în premieră la Monte Carlo, 17 martie 1914, punerea în scenă de Giovanni Martinelli